# Râul Valea Jocii
Râul Valea Jocii este un curs de apă, afluent al râului Dâmbovița. 